# Charlie Christian
Pour les articles homonymes, voir Christian.
Charles « Charlie » Christian est un guitariste de jazz américain né à Bonham, aux États-Unis, le 29 juillet 1916 à Bonham (Texas), et mort le 2 mars 1942 à Staten Island. Son père était guitariste et ses frères étaient également musiciens. Christian est avant tout connu pour avoir donné à la guitare électrique une place de choix dans la musique jazz, à titre d’instrument soliste. Il est également connu pour son travail au sein du sextuor de Benny Goodman et pour ses contributions aux sessions du Minton's Playhouse qui auraient donné naissance au Bebop. Sa carrière professionnelle fut de très courte durée : sa carrière régionale en Oklahoma dura de 1934 à 1939 et sa carrière nationale avec Benny Goodman dura de 1939 à 1941. 
Il mène un long combat contre la tuberculose qui le force à arrêter ses activités au mois de juillet 1941, quand il est admis à l’hôpital Bellevue à New York. Le 2 mars 1942, il meurt à l’hôpital Seaview de New York, des suites d'une pneumonie.

## Les Années à Oklahoma City

### Contexte social
Très jeune, Charlie Christian déménagea à Oklahoma City. Dans les années 1920 et 1930, c'était une ville multiculturelle et multiethnique où cohabitait la culture des Blancs et des Noirs. Comparée à celle d'autres grandes villes comme New York et Los Angeles, la musique d'Oklahoma City possédait une saveur particulière. Les fusions de styles étaient plus courantes, donnant entre autres naissance à des genres uniques comme le Western Swing.
Malgré cette diversité culturelle, l’État d’Oklahoma connaissait le même niveau de ségrégation et de violence raciale que ses états voisins du Sud. Le quartier au centre de la culture pour la communauté noire d’Oklahoma City était North East Second Street, souvent surnommé Deep Deuc. Plusieurs musiciens s’arrêtaient pour jouer dans ce quartier quand ils étaient de passage à Oklahoma City ; les musiciens noirs n’avaient pas accès aux logements des quartiers blancs et n’avaient donc d'autre choix que de manger et dormir dans ce quartier où grandit Charlie Christian.

### Éducation et début de carrière
Le système d’éducation pour Afro-Américains en Oklahoma ségrégationniste des années 1920 et 1930 comportait un important curriculum de musique ; il y avait des cours d’écoute musicale obligatoires, en plus des cours d'harmonie, de solfège, de lecture à vue et de pratique instrumentale qui étaient offerts à ceux qui le voulaient à partir de la neuvième année. Zelia N. Breaux, la responsable de l’éducation musicale à son école, aurait encouragé Charlie Christian à apprendre la trompette, mais sans succès.
Or, Charlie Christian n’a probablement pas profité pleinement de l’éducation musicale offerte par son école. Le guitariste blues T-Bone Walker a déjà confié avoir décroché de l’école avec Christian pour jouer dans un groupe avec lui. D’autres témoignages racontent que Charlie Christian était guide pour son père aveugle, qui était aussi guitariste, lorsqu'il se promenait dans les quartiers de classe moyenne des blancs en jouant des classiques pour gagner de l'argent.
La carrière de Christian aurait donc commencé en jouant des chansons populaires dans les rues avec son père et ses frères Edward et Clarence. Il réussit ensuite à jouer avec plusieurs groupes du territoire, entre autres The Rhythmaires avec qui il jouait lors de diffusions radios, avec le groupe d’Anna Mae Winburn avec qui il fit de la tournée dans le Midwest américain, celui de son frère Edward et le groupe d'Alphonso Trent avec qui il fit de la tournée à partir de 1936 .

### Influences musicales
Le paysage musical d’Oklahoma City comptait beaucoup de traditions musicales qui se rencontraient. On dit de Charlie Christian que ses premières influences venaient du blues et de la country qu’il entendait dans la ville. La situation géographique centrale d’Oklahoma City en faisait un carrefour pour les groupes qui étaient en tournée nationale; la plupart venaient jouer dans le quartier de North East Second Street, ou s’y héberger dans le cas des musiciens Afro-Américains. Cela a eu pour effet d’exposer Charlie Christian à tous ces musiciens jazz de l’époque qui étaient de passage dans la ville, notamment Cab Calloway, Fletcher Henderson, Chick Webb, Duke Ellington, Count Basie et Louis Armstrong.
Les diffusions radiophoniques d’Oklahoma City comportaient beaucoup de Western Swing, plus que les autres variétés de Jazz. Il y a des preuves que Christian connaissait bien le monde du jazz grâce à la radio ; une certaine rencontre en 1938 avec le fameux guitariste Les Paul où il lui aurait demandé son autographe et aurait eu la chance de jouer avec lui laisse sous-entendre que Christian était très intéressé par les guitaristes Jazz, même ceux qui ne venaient pas de sa région. Un autre témoignage rapporte qu’il aurait déjà imité chaque note d’un solo de Django Reinhardt pour St-Louis Blues lors d’un concert en 1938.
Mais l’influence la plus importante sur Charlie Christian a été le saxophoniste Lester Young. Christian l’aurait entendu à maintes reprises alors qu'Young était de passage dans la ville pendant ses tournées. Il aurait même eu la chance de jouer avec son idole dans une ruelle, selon les dires de Lester Young lui-même. Un de ses collègues de tournée pendant les années avec Goodman, Jimmy Maxwell, rapporte que Christian chantait souvent les solos de Lester Young dans l’autobus de tournée et qu’il les appris tous à la guitare. On dit de Charlie Christian qu’il tire son « sens du swing fluide et frais » de Young et qu’il avait le « don de phraser pour donner l’impression que l’improvisation faisait partie de l’arrangement écrit », un peu comme lui.

## Les Années avec Benny Goodman

### La rencontre
Charlie Christian aurait été découvert par Mary Lou Williams, pianiste reconnue de Kansas City, lors d’une session dans un bar où elle se produisait avec le groupe d'Andy Kirk. Elle aurait été impressionnée par son style et l’aurait recommandé au chasseur de talent John Hammond.
Comment Charlie Christian en est arrivé à rencontrer Benny Goodman est nébuleux ; plusieurs sources donnent différentes versions. Collier raconte que John Hammond a décidé d’aller écouter Charlie Christian de ses propres oreilles à la suite du témoignage de Williams et qu’il l’a fait venir par avion à Los Angeles pour rencontrer et auditionner devant Benny Goodman. Une autre version dit que John Hammond aurait fait venir Christian à Los Angeles par train sans même l’avoir entendu au préalable, en se fiant à l’instinct de Mary Lou Williams.
Quoi qu’il en soit, Charlie Christian a rencontré Benny Goodman avant un spectacle à Los Angeles pour une audition organisée par John Hammond. L’audition fut un fiasco car Benny Goodman ne voulait rien savoir de Charlie Christian. Encore une fois différentes raisons sont évoquées ; certains disent que Goodman ne voulait pas de guitare électrique dans son groupe, d’autres disent qu’il était déterminé à y intégrer Floyd Smith, un guitariste au style plus Hawaiien. Mais John Hammond était déterminé à donner une vraie chance à Charlie Christian. Après le premier set de Goodman ce soir là, alors qu'il était en train de souper, John Hammond et Artie Bernstein, le bassiste du groupe, se sont affairés à apporter l’équipement de Christian sur la scène. À son retour, Benny Goodman était furieux de voir Charlie Christian assis au sein du groupe, mais au lieu de faire une crise devant le public, il a lancé le groupe dans Rose Room, une pièce qu’il était convaincu que Christian ne connaîtrait pas. C’était en fait une chanson que Christian aimait bien ; ce dernier s'en tira si bien que la chanson dura environ 45 minutes et Goodman engagea Christian sur-le-champ.

### Carrière
Quand Benny Goodman a engagé Christian, son groupe était dans une phase de transformation. Aux alentours de 1938, plusieurs musiciens quittèrent le groupe, notamment le batteur Gene Krupa, poussant Goodman à apporter plusieurs changements substantiels au personnel. En plus, John Hammond, nouvellement employé par Columbia Records, réussit à le convaincre de changer de maison de disque en 1939. C’est au cœur de cette restructuration que Charlie Christian fut engagé par Benny Goodman.
La carrière de Charlie Christian au sein du groupe de Benny Goodman fut assez courte. Engagé au mois d’août 1939, il continua à jouer avec eux jusqu’au printemps 1941 quand il fut admis à l’hôpital pour traiter la tuberculose qui le tuera au mois de mars 1942,. La plupart du travail qu’il a fait au sein de la formation de Benny Goodman a été dans le sextuor, un groupe réduit qui présentait plus d’improvisation que le big band de Goodman. Le sextuor en 1939 comptait Benny Goodman à la clarinette, Nick Fatool à la batterie, Fletcher Henderson au piano, Lionel Hampton au vibraphone, Artie Bernstein à la contrebasse et Charlie Christian à la guitare électrique. Le groupe vit plusieurs changements au cours de la carrière de Christian, notamment l’ajout du trompettiste Cootie Williams au mois de novembre 1940, ainsi que plusieurs remplacements de pianistes et de batteurs.
Les premiers enregistrements mettant en vedette Charlie Christian ont été faits environ six semaines après la rencontre ; au cours de la première session, ils enregistrèrent Rose Room, Flying Home et Stardust. En plus de jouer des improvisations dans les petits ensembles de Benny Goodman, on sait que Christian est l'auteur de plusieurs chansons originales pour le groupe ; avant les années du sextuor, Goodman présentait plutôt des chansons standards alors qu’avec celui-ci, presque deux tiers du répertoire aurait été composé de chansons originales. Mary Lou Williams rapporte avoir joué plusieurs sessions avec Charlie Christian et que les idées qui en sortirent se retrouvèrent souvent sur les chansons du groupe. Les chansons originales où Christian est crédité comptent Shivers, AC-DC Current, Seven Come Eleven. Certains soupçonnent qu’il aurait contribué significativement à d’autres chansons sans recevoir une mention, dont Flying Home.
La vie dans le groupe de Benny Goodman était largement différente de celle qu’il menait à Oklahoma City. Les publics étaient beaucoup plus gros et les voyages étaient plus confortables qu’avec les groupes du Midwest avec qui il tournait auparavant, les trains, les autobus et les avions remplaçant les autos de tournées. Avec le changement de groupe, son salaire passa de 7 $ par semaine à 150 $ par semaine, un changement qui lui permit de se payer de meilleurs hôtels et nourriture qu’avant lors des tournées (choses qui n’étaient pas incluses pour les musiciens). Le changement vers le groupe de Goodman voulait aussi dire qu’il devait déménager à New York dans un hôtel résidentiel de Harlem. Entre les tournées Christian se voyait convoqué à des répétitions, des enregistrements, des performances pour diffusion radio (Benny Goodman avait une émission de radio à NBC à l’époque) et des performances locales dans les bars. On dit que ses rares temps libres étaient passés à visiter des amis et à jouer dans des sessions d’improvisation, dont les très célèbres sessions à Minton’s Playhouse, le lieu de naissance du bebop selon plusieurs.
Après quatre mois et demi de travail dans les groupes de Goodman, Charlie Christian aurait été élu meilleur guitariste Jazz dans un sondage du magazine Down Beat. Il conservera ce titre pour trois ans consécutifs. Le plus gros de son travail avec Goodman a été fait au sein du sextuor, car comme le note Collier, la guitare électrique ne se mêlait pas aussi bien à la section rythmique du big band que la guitare acoustique et le sextuor se prêtait mieux à l’improvisation, une grande force de Christian. Quoi qu’il en soit, il enregistra tout de même quelques pièces avec le grand orchestre, entre autres Honeysuckle Rose et Solo Flight.

## Influence

### Influence sur le Jazz
Une grande partie de l’influence de Charlie Christian est attribuée à son instrument. À l’époque, peu de gens s’intéressaient réellement à la guitare électrique. Cet instrument était assez nouveau ; son invention est créditée à Eddie Durham en 1935 et elle avait peu d’adeptes dans les années 1930. Les premiers à avoir adopté l’instrument étaient entre autres Floyd Smith, George Barnes, Allan Reuss, Art Ryerson et Bus Etri. La guitare acoustique n’était que très rarement utilisée comme instrument soliste à cause de sa faible puissance en volume, la guitare électrique permettait maintenant ce genre d’utilisation de la guitare au sein d’un groupe. Le fait que Benny Goodman ait engagé Christian dans son groupe a permis à ce dernier de jouir d’une reconnaissance nationale qu’il n’aurait probablement pas eue autrement ; cela lui a permis d’exercer une influence sur tous les guitaristes, une chance que les autres guitaristes électriques de l’époque cités ci-haut n’ont pas eu.
Le disciple de Christian le plus souvent cité est Wes Montgomery. En 1943, à la suite de l’achat de sa première guitare électrique, Montgomery aurait passé environ huit mois à étudier en profondeur la musique de Charlie Christian, en transcrivant chaque note de ses solos et en les pratiquant. Il passa quelques années dans l’ombre de Christian, jouant ses solos sur scène ou des variantes fortement inspirées, avant d’évoluer dans les années 1950. Le fort usage d’arpèges dans les solos de Montgomery, l’utilisation de notes chromatiques sur les temps forts, l’utilisation de la gamme Bebop dominante, l’utilisation d’appogiatures et de substitutions harmoniques s’apparentent aux techniques de Charlie Christian.
Barney Kessel, guitariste bebop également originaire de l’Oklahoma, aurait également tiré une influence importante de Charlie Christian et aurait même eu la chance de le rencontrer et de jouer avec lui. Barney Kessel trouvait que « Christian jouait avec plus de volume, de force et d’agressivité » et il aurait, comme Montgomery, commencé son éducation musicale en imitant les solos de Christian.

### Style
Charlie Christian a un son qui tire plusieurs éléments du Sud-Ouest des États-Unis, avec entre autres des éléments Blues et Western Swing, mais aussi une caractéristique qui différencie les musiciens jazz du Sud-Ouest de ceux de New York : le souci d’authenticité au lieu d’un souci commercial. Cela s’exprime par la primauté de l’improvisation sur l’arrangement, un caractère propre aux petits ensembles de Benny Goodman dont Christian faisait partie.
Certains musicologues parlent du sens de mouvement qui est présent dans l’improvisation de Christian qui serait « causé par des déplacements rythmiques et son utilisation de répétitions qui créent une tension, résolue en longues phrases linéaires ». En effet, plusieurs constats peuvent être faits sur le rythme dans les improvisations de Charlie Christian. De longs passages en croches standard (au lieu des croches de Swing) non accentuées, souvent rapides parsèment ses improvisations, ce qui crée un contraste avec le reste de la musique. Selon Collier, c’est en partie dû à la nature de la guitare qui ne peut pas accentuer les notes aussi subtilement qu’un instrument à vent, mais il dit que c’est probablement plus une question de goût de la part de Christian, qu’il aimait entendre de longues lignes mélodiques. Souvent, Christian jouait des phrases de longueurs non conventionnelles qui ne coïncidaient pas avec les changements d’accords ou avec la fin des refrains. Ses phrases asymétriques, comme le dit Collier, allaient contre le grain de la chanson, créant ainsi un jeu avec les attentes de l’auditeur.
Pour plusieurs adeptes de Christian, deux aspects importants du style de Christian sont le timbre et l’attaque. D’abord, le timbre même de la guitare électrique était nouveau à l’époque, mais aussi la manière dont Christian pince les cordes, qu’il aborde certaines notes en glissant vers elles ou en tirant vers elles. Le touché d’un guitariste fait partie intégrante de son style et Christian ne faisait pas exception. Le guitariste jazz Les Paul touche à ces éléments de style quand il dit :
« Charlie était impressionné car j’étais un guitariste technique […] Mais il était instinctif. "Même en ne jouant qu’une seule note, tu me bats", lui dis-je. Je pensais que ce que je faisais était plus difficile. Mais avec le temps et à force de jouer avec Charlie, j’ai réalisé comme c’est difficile de jouer la bonne note au bon temps […] »
Une autre des caractéristiques de Christian était son utilisation d’arpèges plus complexes que la norme de l’époque; il utilisait les 9e et 11e dans ses improvisations, les notes les plus hautes des accords et il s’adonnait souvent à la substitution d’accords, des pratiques qui seront plus largement adoptées dans le jazz à la suite de son influence. Ses improvisations étaient aussi marquées par l’utilisation de formules, de petits passages récurrents, créant ainsi un équilibre entre la cohérence et la variété. Ces formules étaient parfois augmentées, parfois répétées telles quelles et souvent présentées pour contraster avec des sections comportant moins de notes, créant ainsi de la tension dans ses improvisations.

### Bebop
Charlie Christian est souvent considéré comme un des précurseurs du Bebop, de par son style et de par certains éléments contextuels, notamment les sessions auxquelles il a participé à Minton's Playhouse. Comme le note Collier, Christian « n’était aucunement le plus important des Pères du Bebop, n’étant pas non plus un boppeur lui-même, bien qu’il l’aurait sûrement été s’il avait vécu plus longtemps ». Andrew Berish mentionne que Charlie Christian constitue plutôt une preuve du lien de continuité entre le Swing et le Bebop, malgré les différences entre les deux styles de jazz dans leurs stades de maturité. À Minton's Playhouse, Christian aurait eu la chance d’échanger et de jouer avec d’autres grands musiciens qui deviendront des figures de proue du Bebop comme Dizzy Gillespie, Charlie Parker, Thelonious Monk et Kenny Clarke, avec des solos qui ne devaient pas se limiter seulement à un ou deux refrains. Les Pères du Bebop sont Charlie Parker, Dizzy Gillespie et Thelonious Monk, mais on dit que Charlie Christian est en quelque sorte le « père spirituel du bebop». Ainsi, plusieurs éléments du style de Christian deviendront des caractéristiques du Bebop, tels que les passages en croches non accentuées, les phrasés de longueurs irrégulières, les altérations chromatiques et les fins de phrases sur les temps faibles des mesures.
Charlie Parker, un des plus importants musiciens de Bebop, aurait entendu Charlie Christian pour la première fois alors que le guitariste était de passage à Kansas City pour une tournée en 1938, avant son entrée dans le groupe de Benny Goodman , Parker était encouragé de voir que Christian qui n’était son aîné que de quelques années, était le meilleur guitariste à s'être produit ce soir-là. Plus tard, ils joueront ensemble à Minton's Playhouse et Bird citera Christian comme une de ses influences.

### Mort
À partir de juillet 1941, Charlie Christian est contraint d'arrêter ses activités, car il a contracté la tuberculose. Il est admis à l’hôpital Bellevue à New York. Après une longue agonie, il meurt le 2 mars 1942, à l’hôpital Seaview de New York, à l'âge de 25 ans.

## Discographie
Enregistrements :
- Lady be good (au Carnegie Hall, 1939)
- Star dust (avec Benny Goodman, 1939)
- Seven come eleven (avec Goodman, 1939)
- Six Appeal (avec Goodman, 1940)
- Waitin' for Benny (jam session, 1941)
- Breakfast feud (avec Goodman, 1941)
- Solo Flight (avec Goodman, 1941)
- Stompin' at the Savoy (jam session au Minton's, 1941)